# Geraesta
Genre
Geraesta est un genre d'araignées aranéomorphes de la famille des Thomisidae.

## Distribution
Les espèces de ce genre se rencontrent en Afrique subsaharienne.

## Liste des espèces
Selon World Spider Catalog (version 18.0, 07/02/2017) :
- Geraesta ansieae Benjamin, 2015
- Geraesta congoensis (Lessert, 1943)
- Geraesta hirta Simon, 1889
- Geraesta lehtineni Benjamin, 2011
- Geraesta mkwawa Benjamin, 2011
- Geraesta octolobata (Simon, 1886)

## Publication originale
- Simon, 1889 : Études arachnologiques. 21e Mémoire. XXXI. Descriptions d'espèces et de genres nouveaux de Madagascar et de Mayotte. Annales de la Société Entomologique de France, sér. 6, vol. 8, p. 223-236 (texte intégral).